# Christoffer Rörland
Christoffer Rörland (ur. 27 grudnia 1986 w Falun) – szwedzki gitarzysta, kompozytor i grafik. Od 2012 roku jest związany ze szwedzkim heavymetalowym zespołem Sabaton.
Grę na gitarze rozpoczął w wieku 7 lat. Jako swoich inspiratorów wymienia Adriana Smitha, Johna Petrucci, Steve Vai i Yngwie Malmsteena. W 2010 roku Rörland grający dotychczas w death/trash metalowym zespole TME został gitarzystą power metalowego Nocturnal Rites. W 2012 roku w związku z odejściem z Sabatonu gitarzystów Rikarda Sundéna i Oskara Monteliusa, Rörland wraz z Thorbjörnem Englundem zostali nowymi członkami zespołu. Wziął udział w nagraniach trzech albumów studyjnych grupy: Heroes (2014), The Last Stand (2016), The Great War (2019) oraz skomponował lub był współkompozytorem kilku utworów.